# Pernod Ricard

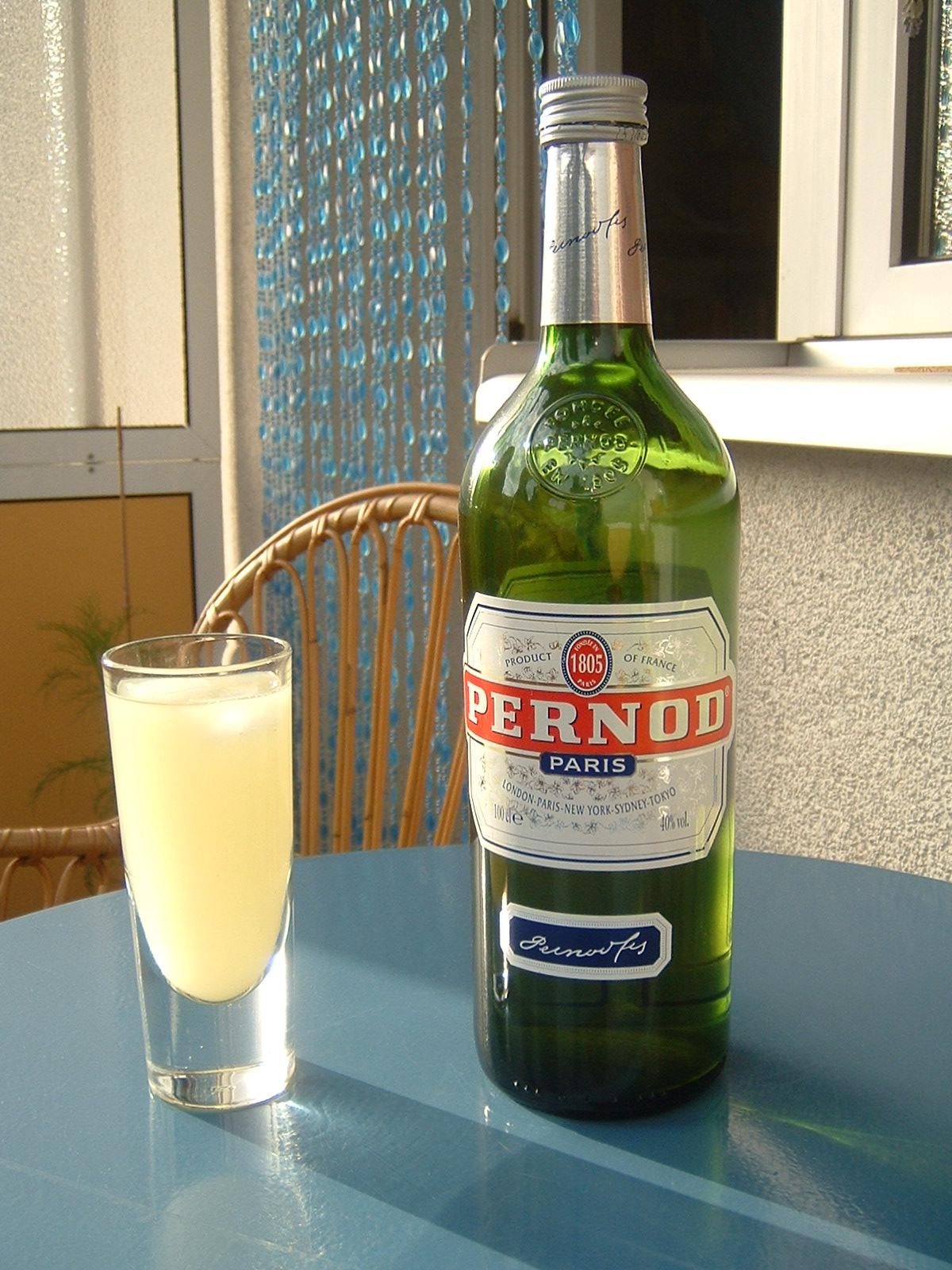
Pernod

Pernod Ricard is een Franse onderneming toegespitst op de productie van gedistilleerde drank en wijn. De onderneming is in 1975 ontstaan uit de fusie van twee bekende merken: Pernod en Ricard.

## Geschiedenis
Het merk Ricard werd opgericht door Paul Ricard in 1932. Pernod is ouder en werd in 1805 opgericht. In 1975 fuseerden de bedrijven. In 1993 werd een joint venture opgericht met Cuba Ron om Havana Club te verkopen.
Er volgen ook grote overnames zoals Seagram in 2001. Hiermee werden de whiskymerken Chivas Regal en The Glenlivet toegevoegd, en ook het cognacmerk Martell. Vier jaar later volgde Allied Domecq. Met deze laatste overname verdubbelde de omzet van het bedrijf van zo'n 3,5 miljard euro op jaarbasis naar meer dan 7 miljard euro. Met deze overname werd het aanbod vergroot met de champagnes Mumm en Perrier-Jouët, Ballantine's whisky en Beefeater gin. In 2008 werd het Zweedse Vin&Sprit overgenomen, met Absolut wodka, voor ruim 5 miljard euro.
In 2013/14 verkocht het 47 miljoen dozen van 9 liter sterke drank, waarvan Absolut wodka het meest verkocht merk was met ruim 11 miljoen dozen. Sinds 1993 verzorgt Pernod Ricard de distributie van Havana Club, in 2013/14 werden hiervan 4 miljoen dozen verkocht, een vertienvoudiging sinds het begon met de verkoop van deze rum in 1993.
In 2021 kocht Pernod Ricard de online drankenhandel The Whisky Exchange. Dit laatste bedrijf verkoop online en via winkels zo'n 10.000 verschillende producten in 30 landen. Het is opgericht in 1999 door de broers Sukhinder en Rajbir Singh. Tijdens de coronapandemie is de verkoop van alcoholische dranken via het internet fors toegenomen en Pernod Ricard krijgt met deze overname een grotere positie in dit verkoopkanaal.
In oktober 2022 volgde de koop van een meerderheidsbelang in Código 1530 Tequila. Código Tequila, een tequila, wordt gemaakt in Jalisco en wordt vooral in de Verenigde Staten afgezet. Met deze koop versterk Pernod Ricard de positie in Noord-Amerika.
In april 2025 heeft het bedrijf de wijnactiviteiten verkocht. Het nam afscheid van wijnhuizen in Australië, Nieuw-Zeeland en Spanje en daarmee van merken zoals Jacob’s Creek, Brancott Estate en Campo Viejo. De koper is Australian Wine Holdco Limited en de overnamesom is niet bekendgemaakt. Wijn had met minder dan 4% een bescheiden omzetaandeel en Pernod Ricard wil zich volledig focussen op sterke drank en champagne.

## Activiteiten
Het bedrijf behaalt een jaaromzet van ruim 10 miljard euro met de verkoop van sterkedrank, waaronder whisky, rum, wodka en gin en champagne. De omzet is min of meer gelijk verdeeld over de drie regio's, Europa, Noord- en Zuid-Amerika en Azië inclusief de rest van de wereld. De omzet in de Franse thuismarkt is minder dan 10% van het totaal. Promotie- en advertentiekosten maken ongeveer een zesde van de totale kosten uit.
In 2023/24 verkocht het 56,5 miljoen dozen van 9 liter sterke drank, waarvan Absolut het meest verkocht merk was met 12 miljoen dozen. Jameson stond op de tweede plaats met 10,7 miljoen dozen gevolgd door Ballantine's met 8,8 miljoen. De verkoop van Martell cognac kwam dat jaar uit op 2,2 miljoen dozen. 
Het bedrijf heeft een gebroken boekjaar dat loopt tot 30 juni. Op 30 juni 2024 had Société Paul Ricard, waarvan alle aandelen in handen zijn van de Ricard familie, 14,2% van de aandelen en 20,6% van het stemrecht in handen.

### Merken
Het concern bezit een groot aantal bekende merken, waaronder:
- Suze
- Pernod
- Ricard
- Absolut (wodka)
- Jameson Whiskey (Ierse whiskey)
- Ballantine's (Schotse whisky)
- Chivas Regal (Schotse whisky)
- Royal Salute whisky (Schotse whisky)
- The Glenlivet
- Malibu (rum)
- Havana Club (rum)
- Beefeater (gin)
- Martell (cognac)
- Mumm (champagne)

AB Inbev ·
ABN AMRO ·
Accor ·
ADP ·
Adyen ·
AEGON ·
Ageas ·
Ahold Delhaize ·
AIB ·
Air Liquide ·
Airbus ·
Aker BP ·
AkzoNobel ·
ArcelorMittal ·
Argenx ·
ASMI ·
ASML ·
ASR Nederland ·
AXA ·
Banca Mediolanum ·
Banco BPM ·
Bank of Ireland ·
BioMérieux ·
BNP Paribas ·
Bouygues ·
Bureau Veritas ·
Capgemini ·
Carrefour ·
Crédit Agricole ·
Danone ·
Dassault Systèmes ·
DNB ·
DSM-Firmenich ·
EDP ·
Eiffage ·
Enel ·
ENGIE ·
Eni ·
Equinor ·
EssilorLuxottica ·
Eurofins Scientific ·
Euronext ·
Ferrari ·
FinecoBank ·
Galp Energia ·
Generali ·
Heineken ·
ING ·
Intesa Sanpaolo ·
INWIT ·
Ipsen ·
J. Martins ·
KBC ·
Kering ·
Kerry ·
Kingspan ·
Kongsberg Gruppen ·
KPN ·
Legrand ·
Leonardo ·
LVMH ·
Mediobanca ·
Michelin ·
Moncler ·
Mowi ·
NN Group ·
Norsk Hydro ·
Orange ·
Pernod Ricard ·
Philips ·
Poste Italiane ·
Prosus ·
Prysmian ·
Publicis ·
Recordati ·
Renault ·
Ryanair ·
Safran ·
Saint-Gobain ·
Sanofi ·
Schneider Electric ·
Shell ·
Snam ·
Société Générale ·
Sodexo ·
Stellantis ·
STMicroelectronics ·
Telenor ·
Tenaris ·
Terna ·
Thales ·
TotalEnergies ·
UCB ·
UMG ·
Unibail-Rodamco-Westfield ·
UniCredit ·
Unipol ·
Veolia Environnement ·
VINCI ·
Wolters Kluwer